# Driss Jettou
Driss Jettou (àrab: إدريس جطو, Idrīs Jiṭṭū) (nascut el 24 de maig de 1945) va ser Primer Ministre del Marroc des del 9 d'octubre de 2002 fins al 19 de setembre de 2007, en què va ser substituït per Abbas El Fassi.
Va cursar els estudis de Ciències Físiques i Química en Rabat, a més de Condicionament i Gestió d'empreses en el Cordwaires College de Londres. En l'empresa privada ha ocupat diversos llocs directius, així com ha presidit l'Associació Marroquina d'Exportadors.
En l'àmbit públic va ser Ministre de Comerç i Indústria de 1993 a 1998. En 2001 va ser nomenat Ministre de l'Interior i, en tal condició, va enviar a un grup de policies a ocupar l'illot espanyol de Julivert al juliol de 2002, iniciativa que va provocar una greu crisi amb Espanya. Després, va preparar la celebració de l'eleccions generals de 2002. Després de les mateixes va ser nomenat Primer Ministre, càrrec que va ocupar fins a 2007.